# Plan de San Ricardo
El Plan de San Ricardo o Grito de Atoyac fue un manifiesto elaborado el 13 de julio de 1910 en la población de San Ricardo municipio en aquel entonces de Paso del Macho, Ver. (Atoyac en esa época pertenecía a este municipio.) por el general Cándido Aguilar Vargas, el documento convocaba a tomar las armas para combatir al régimen porfirista.
La madrugada del 14 de julio de 1910 Cándido Aguilar y 120 combatientes se dirigieron a las vías del ferrocarril mexicano, entre la Atoyac y Potrero, llamado la Higuera, rompiendo los durmientes para tratar de descarrilar el tren de pasajeros que pasaba a las cinco de la mañana, sin embargo, el tren que fue descarrilado fue un tren carguero, el cual llevaba tropas federales para resguardarlo.
Perseguido por las fuerzas militares, Cándido Aguilar y sus hombres se dirigieron a San Juan de la Punta, pero fue repelido por las fuerzas federales del Gral. Gaudencio de la Llave viéndose obligados a huir hacía la sierra, esperando unos días a la espera de que hubiera más insurrecciones en la república, sin embargo no recibió noticias, y dándose cuenta de que solo había sido un levantamiento local.
Entonces, Cándido Aguilar comisiona a Severino Moreno Herrera para que se entrevistara con Francisco I. Madero en San Luis Potosí, quien ya se encontraba en libertad bajo caución, al entrevistarse con madero, este le comunica la nueva fecha, que redactaría en famoso Plan de San Luis, Moreno Herrera regresa para encontrarse de nuevo con Cándido Aguilar, quien reúne mil hombres para iniciar el levantamiento armado.